# Isoetes spinulospora
Isoetes spinulospora är en kärlväxtart som beskrevs av Jermy och Schelpe. Isoetes spinulospora ingår i släktet braxengräs, och familjen Isoetaceae. Inga underarter finns listade i Catalogue of Life.